# Ann May

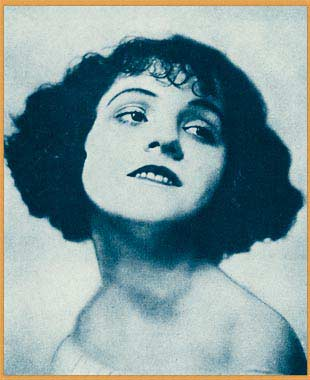
Ann May

Ann May (Cincinnati, 25 novembre 1899 – Los Angeles, 26 luglio 1985) è stata un'attrice statunitense.

## Filmografia
- Marriage for Convenience, regia di Sidney Olcott (1919)
- Lombardi, Ltd., regia di Jack Conway (1919)
- Paris Green, regia di Jerome Storm (1920)
- Peaceful Valley, regia di Jerome Storm (1920)
- Over the Garden Wall, regia di Vin Moore - cortometraggio (1920)
- An Amateur Devil, regia di Maurice Campbell (1920)
- The Vermilion Pencil, regia di Norman Dawn (1922)
- The Half Breed, regia di Charles A. Taylor (1922)
- The Fog, regia di Paul Powell (1923)
- La voragine splendente (The Dangerous Maid), regia di Victor Heerman (1923)
- What Shall I Do?, regia di John G. Adolfi (1924)
- Thundering Hoofs, regia di Albert S. Rogell (1924)
- La fine del mondo (Waking Up the Town), regia di James Cruze (1925)
- O.U.T. West, regia di Harry Garson (1925)